# Michel Mathieu Lecointe-Puyraveau
Pour les articles homonymes, voir Lecointe et Lecointre.
Michel-Mathieu Lecointe-Puyraveau, parfois appelé Lecointre-Puyraveau, né le 13 décembre 1764 à Saint-Maixent-l'École (Deux-Sèvres), mort le 15 janvier 1827 à Ixelles en Belgique, est un homme politique de la Révolution française. Il ne saurait être confondu avec son collègue et paronyme Laurent Lecointre dit « Lecointre de Versailles ». 

## Biographie

### Mandat à la Législative
La France devient une monarchie constitutionnelle en application de la constitution du 3 septembre 1791. Le même mois, Michel-Mathieu Lecointe-Puyraveau, alors administrateur des Deux-Sèvres, est élu député du département, le troisième sur sept, à l'Assemblée nationale législative.
En octobre 1791, Joseph Lequinio, député du Morbihan, déclare : « Citoyens français, vous nous avec honorés de votre Confiance, et votre estime nous a portés sur le haut de la montagne d'où nos regards s'étendent sur tout le royaume ». Lecointe-Puyraveau lui répond :  « Nous ne pouvons pas trouver mauvais que M. Lequinio nous fasse courir sur les montagnes, mais qu'il se dépêche de nous porter au haut du temple ». On considère généralement cet échange comme la première occurrence au parti de la Montagne. 
En février 1792, Lecointe-Puyraveau vote contre la mise en accusation de Bertrand de Molleville, le ministre de la Marine. En avril, il vote pour que les soldats du régiment de Châteauvieux, qui s'étaient mutinés lors de l'affaire de Nancy, soient admis aux honneurs de la séance. En août, il vote en faveur de la mise en accusation du marquis de La Fayette. 
La monarchie prend fin à l'issue de la journée du 10 août 1792 : les bataillons de fédérés bretons et marseillais prennent le palais des Tuileries. Louis XVI est suspendu et incarcéré à la tour du Temple. Le 24 août, aux côtés de son collègue François Chabot, il est envoyé auprès de la section de la Roule afin d'y rétablir le calme. Le 29, aux côtés de ses collègues Antoine-Louis Albitte, Jean Debry, Laurent Lecointre, Antoine Merlin « de Thionville » et Joseph-Étienne Richard, il est envoyé en mission dans les départements autour de Paris afin d'y « exciter le zèle des citoyens qui devront composer le supplément de forces de 30 000 hommes » .

### Mandat à la Convention
En septembre 1792, Michel-Mathieu Lecointe-Puyraveau est réélu député des Deux-Sèvres, le premier sur sept, à la Convention nationale. Il siège sur les bancs de la Plaine, mais il affiche des proximités avec la Gironde.  
En octobre 1792, il dénonce la Commune insurrectionnelle de Paris et Jean-Paul Marat. Lors du procès de Louis XVI, il vote la mort, se prononce en faveur de l'appel au peuple, mais rejette le sursis à l'exécution de la peine. En mars 1793, il attaque de nouveau Jean-Paul Marat et suggère qu'il soit déclaré « en état de démence ». En avril, il est cependant absent au scrutin sur sa mise en accusation. Marat le dénonce dans son journal comme membre de la « faction des hommes d’État ». En mai, il est également absent lors du scrutin sur le rétablissement de la Commisson des Douze.  
En mai 1793, Lecointe-Puyraveau est en effet envoyé en mission, aux côté de Louis-Alexandre Jard-Panvillier, auprès de l'armée des côtes de La Rochelle. En juin, ils sont rappelés tous les deux sur motion de Jean-Paul Marat et de Maximilien de Robespierre, ce dernier déclarant qu'ils sont « violemment prévenus, pour ne pas dire convaincus, d'avoir favorisé les rebelles ».  
En brumaire an II (novembre 1793), Jean-Pierre-André Amar, membre du Comité de sûreté générale, réclame que Lecointe-Puyraveau soit décrété d'arrestation sur la foi d'une lettre anonyme dans laquelle il est accusé d'avoir encouragé les soulèvements à Rouen. Sur motion de Claude Basire, l'arrestation est rejetée, au titre que les éléments d'inculpation contre Lecointe-Puyraveau sont trop faibles. 
Lors de l'insurrection royaliste du 13 vendémiaire an IV, Lecointe-Puyraveau invite les députés à « se mettre à la tête des républicains qui combattent pour la liberté ».

### Mandats aux Cinq-Cents
Sous le Directoire, en brumaire an IV (octobre 1795), Michel-Mathieu Lecointe-Puyraveau est réélu député des Deux-Sèvres. Il siège au Conseil des Cinq-Cents. Il est élu président du Conseil en germinal an V (mars 1797) et ses secrétaires sont Théophile Berlier, Charles Antoine Chasset, Pierre Daunou, et Jean-Baptiste Treilhard. Il est tiré au sort pour quitter le Conseil en prairial de la même année (mai 1797).   
En floréal an VI (mai 1798), Lecointe-Puyraveau est réélu député des Deux-Sèvres au Conseil. Il est réélu président, en thermidor an VI (juillet 1798), et ses secrétaires sont Pierre-Sébastien Boulay-Paty, Pierre-Joseph Briot, Jacques Duplantier et Étienne François Housset.   

### Membre du Tribunat
En 1799, Lecointe ne proteste pas contre le Coup d'État du 18 brumaire. Il poursuit ainsi sa carrière législative en étant nommé au Tribunat. Mais, jugé trop peu favorable au régime de Bonaparte, il est exclu de cette assemblée en 1802.
Il exerce ensuite pour peu de temps les fonctions de commissaire de police à Marseille, avant de refuser le poste de gouverneur de la Louisiane. Lecointe reste très discret pendant toute la durée du Premier Empire.

### L'épisode des Cent-Jours et laTerreur blanche
Lors des Cent-Jours en 1815, l'ancien conventionnel accepte néanmoins de Napoléon Ier un poste de lieutenant-général de police à Lyon. Après la défaite de Waterloo, se sachant menacé par le retour des Bourbons, Lecointe s'enfuit à Toulon où il embarque en catastrophe pour Tunis. La flotte anglaise l'intercepte cependant et le fait prisonnier. Mais le navire sur lequel il était retenu fait naufrage. Lecointe parvient à sauver sa vie en regagnant le rivage provençal accroché à une poutre.
De retour sur terre, il est recherché activement par la police royale, ce qui le contraint à se cacher dans le Massif de l'Esterel. Il est finalement arrêté et ramené à Marseille, où il manque de peu d'être lynché par la population royaliste en furie. Il est par la suite incarcéré au château d'If.

### Exil et mort
L'ancien député est transféré à Paris où la cour d'assises le condamne à la déportation. La loi du 12 janvier 1816, qui vise les régicides qui ont soutenu Napoléon Bonaparte durant les Cent-Jours, le condamne de toute manière à l'exil.
Il s'exile à Ixelles, où il meurt en 1827, à l'âge de 62 ans.